# Nižná Kamenica
Nižná Kamenica – wieś (obec) na Słowacji położona w kraju koszyckim, w powiecie Koszyce-okolice. Pierwsze wzmianki o miejscowości pochodzą z roku 1427. 
Według danych z dnia 31 grudnia 2012, wieś zamieszkiwały 544 osoby, w tym 271 kobiet i 273 mężczyzn.
W 2001 roku pod względem narodowości i przynależności etnicznej 98,77% mieszkańców stanowili Słowacy, a 0,2% Ukraińcy.
Ze względu na wyznawaną religię struktura mieszkańców kształtowała się w 2001 roku następująco:
- Katolicy rzymscy – 28,83%
- Grekokatolicy – 7,16%
- Ewangelicy – 54,4%
- Prawosławni – 0,41%
- Ateiści – 0,41%
- Nie podano – 2,45%